# Campanula schimaniana
Campanula schimaniana là loài thực vật có hoa trong họ Hoa chuông. Loài này được Rech.f. mô tả khoa học đầu tiên năm 1984.